# Ratchaprasong

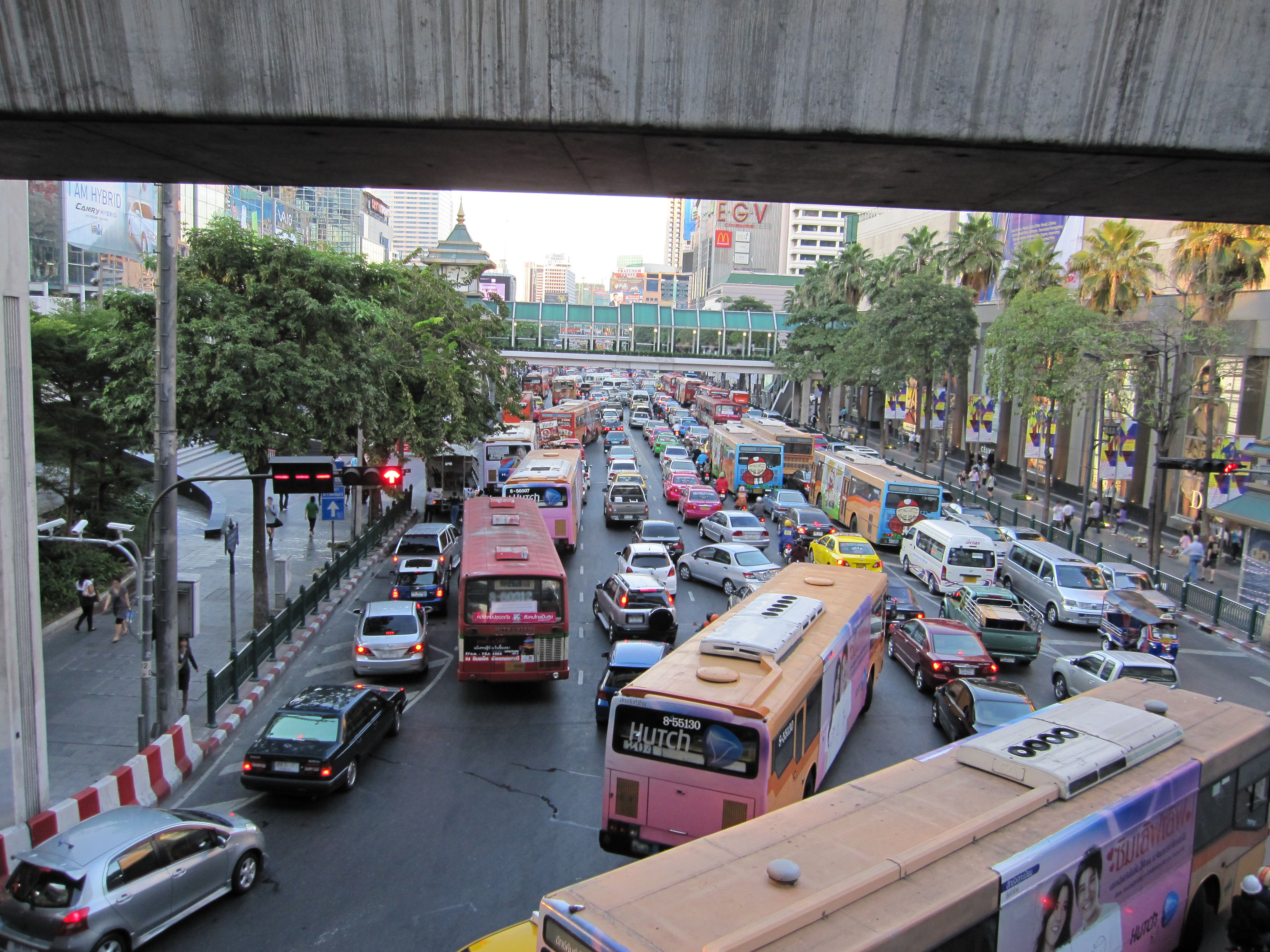
Blick auf die Ratchaprasong-Kreuzung

Ratchaprasong (auch Rajaprasong, Rajprasong oder Ratprasong; thailändisch แยกราชประสงค์, RTGS Yaek Ratchaprasong, Aussprache [jɛ̂ːk râːtt͡ɕʰápràsǒŋ], umgangssprachlich [râːtpràsǒŋ]) ist der Name einer bekannten Kreuzung und einer Einkaufsmeile im Bangkoker Bezirk Pathum Wan.

## Lage
An der Ratchaprasong-Kreuzung kreuzen sich die Rama-I.-Straße (Thanon Phra Ram 1), Ratchadamri-Straße und Phloen-Chit-Straße. In der Nähe liegt die Station Chit Lom des Bangkok Skytrain. Hier befinden sich viele Hotels und Einkaufszentren. Auch das „Police General Hospital“, ein großes, allgemeines Krankenhaus, liegt direkt an der Kreuzung.

## Geschichte

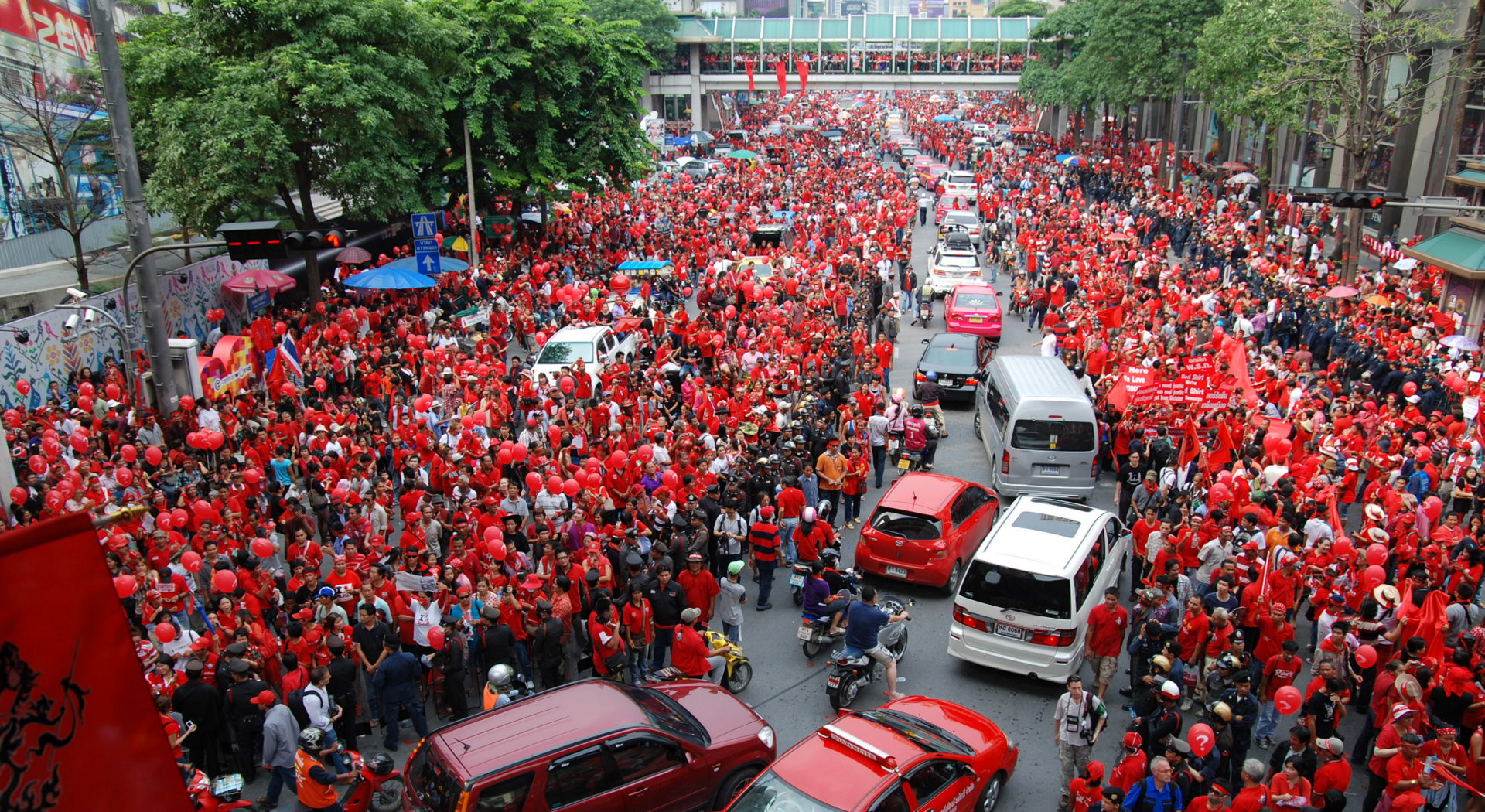
Versammlung der „Rothemden“ an der Ratchaprasong-Kreuzung

Die Ratchaprasong-Kreuzung war der wichtigste Schauplatz der Unruhen der „Rothemden“ im April und Mai 2010.

## Sehenswürdigkeiten
- Am „Erawan-Schrein“ wird dem Hindu-Gott Brahma geopfert. Er liegt auf dem Gelände des Luxushotels Grand Hyatt Erawan Bangkok.
- Wat Pathum Wanaram – buddhistischer Tempel (Wat)

## Einkaufszentren
- Central-World-Einkaufszentrum, eines der teuersten und mit einer Geschäftsfläche von 429.500 m² das größte Einkaufszentrum Thailands. Während der Unruhen in Bangkok 2010 wurde ein großer Teil des Gebäudekomplexes niedergebrannt.
- Central Chidlom, Flaggschiff der größten Kaufhauskette Thailands.
- Gaysorn Paza, Einkaufszentrum von Designerlabel-Luxusgütern.
- Amarin Plaza, (ehemals Sogo Department Store) viele kleinere Geschäfte des traditionellen thailändischen Kunsthandwerks, Supermärkte und Restaurants sind hier zu finden.
- Big C Ratchadamri, Supermarkt mit Fitnesszentrum und zehn Cineplex-Kinos

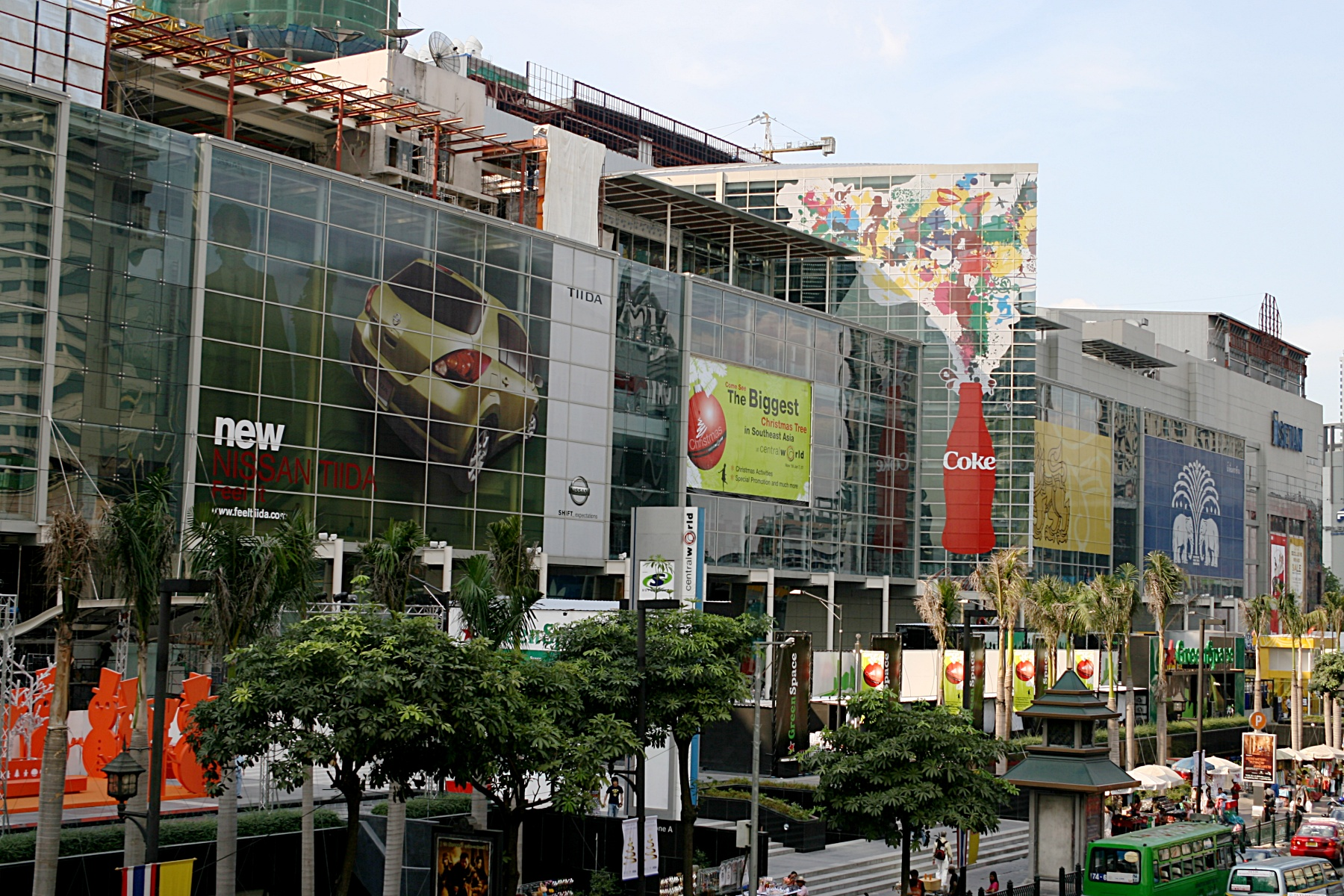
CentralWorld Plaza
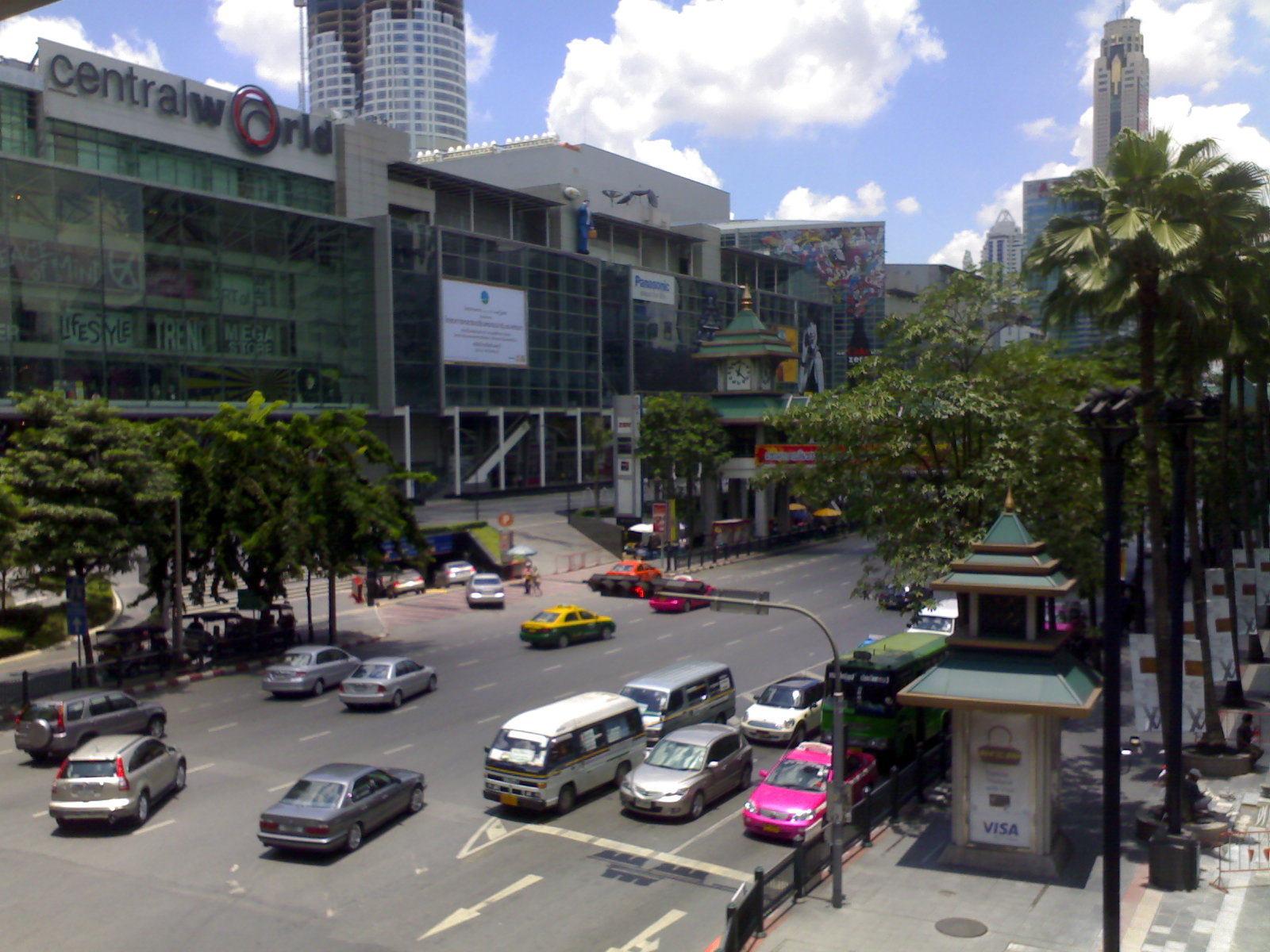
Central World Department Store
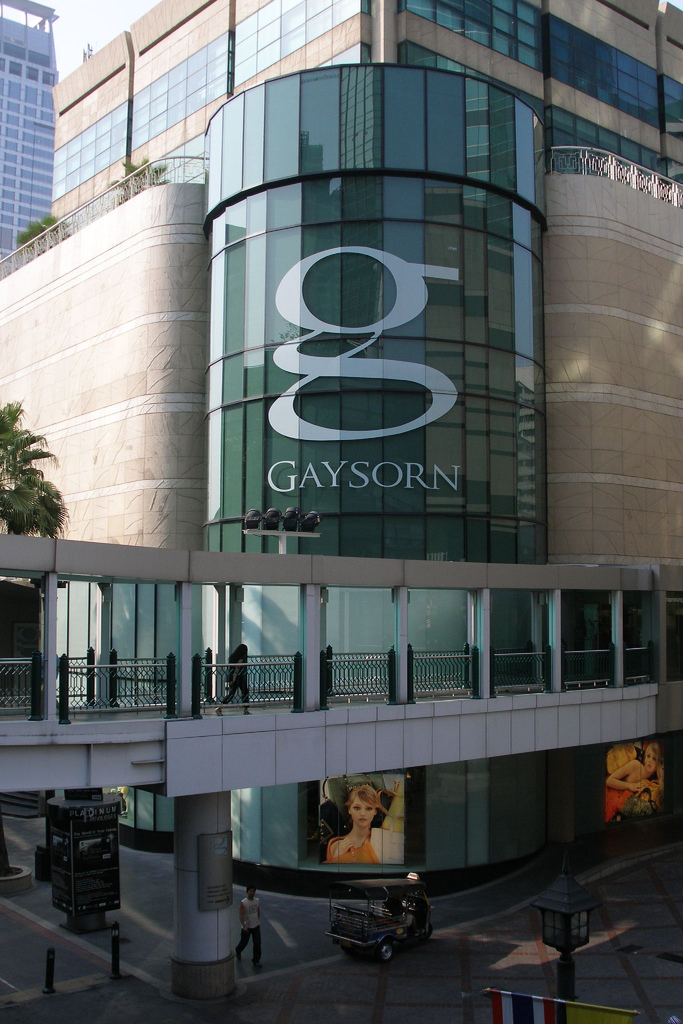
Gaysorn Plaza
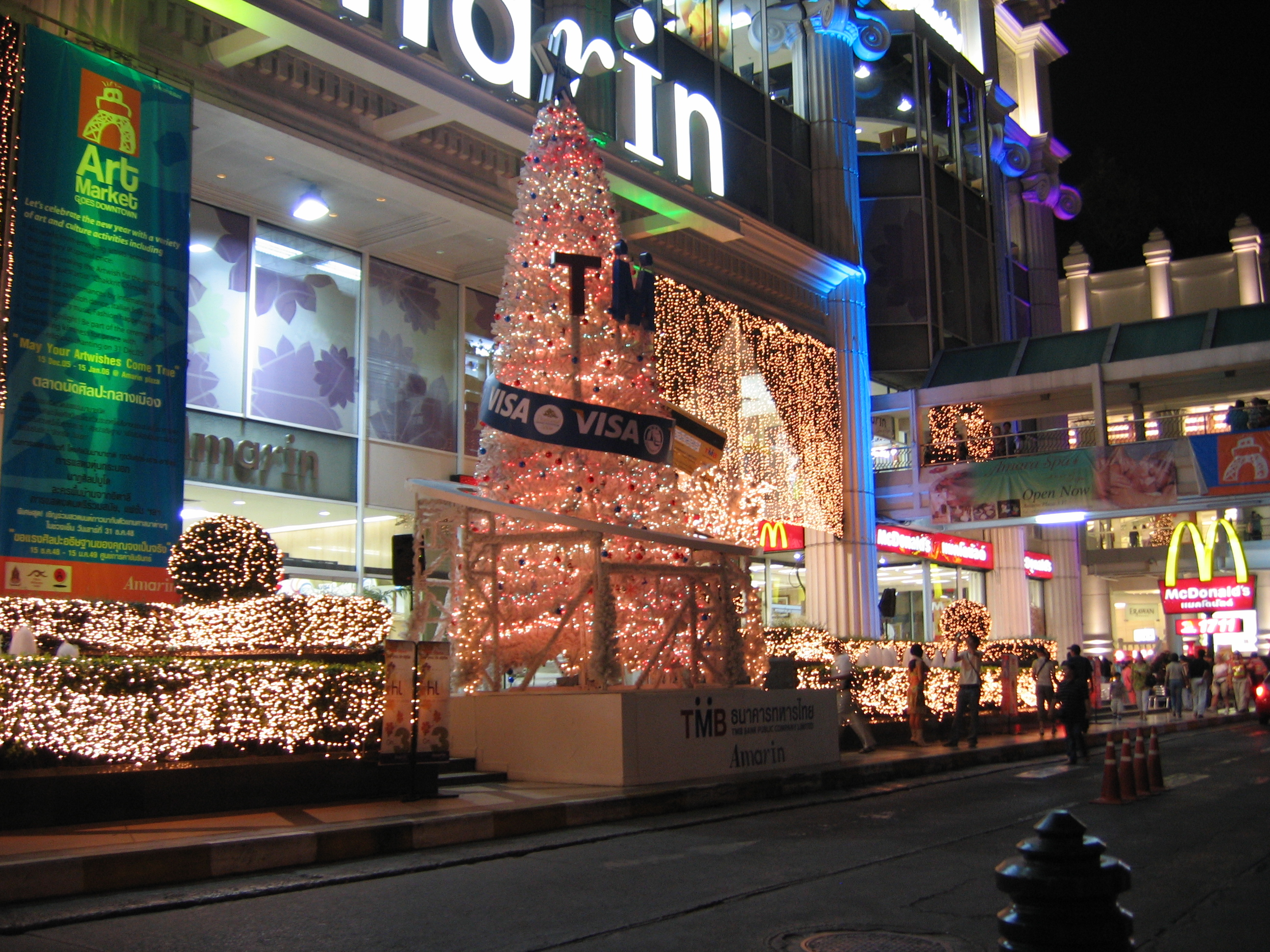
Weihnachtsdekoration vor dem Amarin Plaza
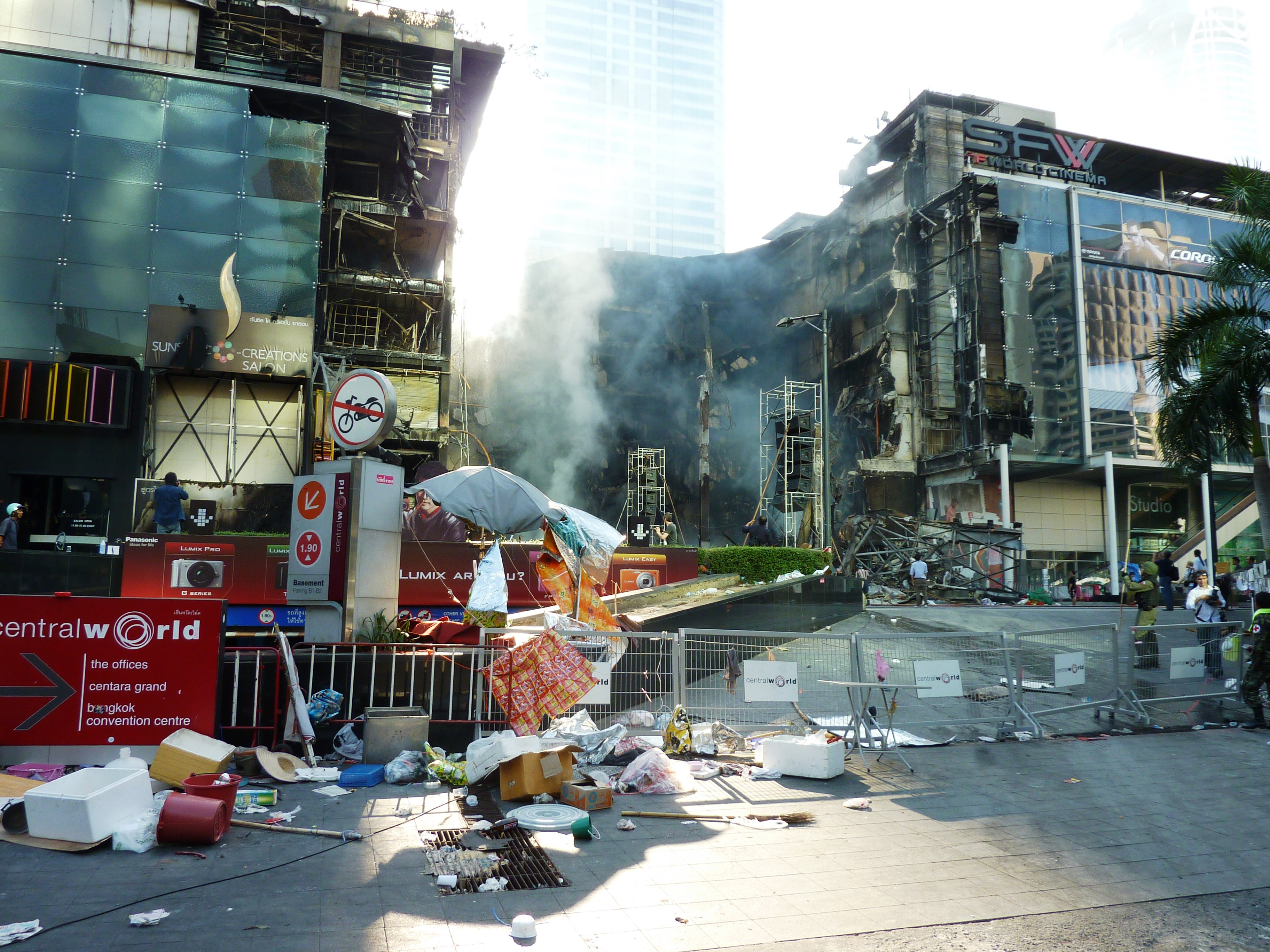
Zerstörung an der CentralWorld (20. Mai 2010)

## Hotels

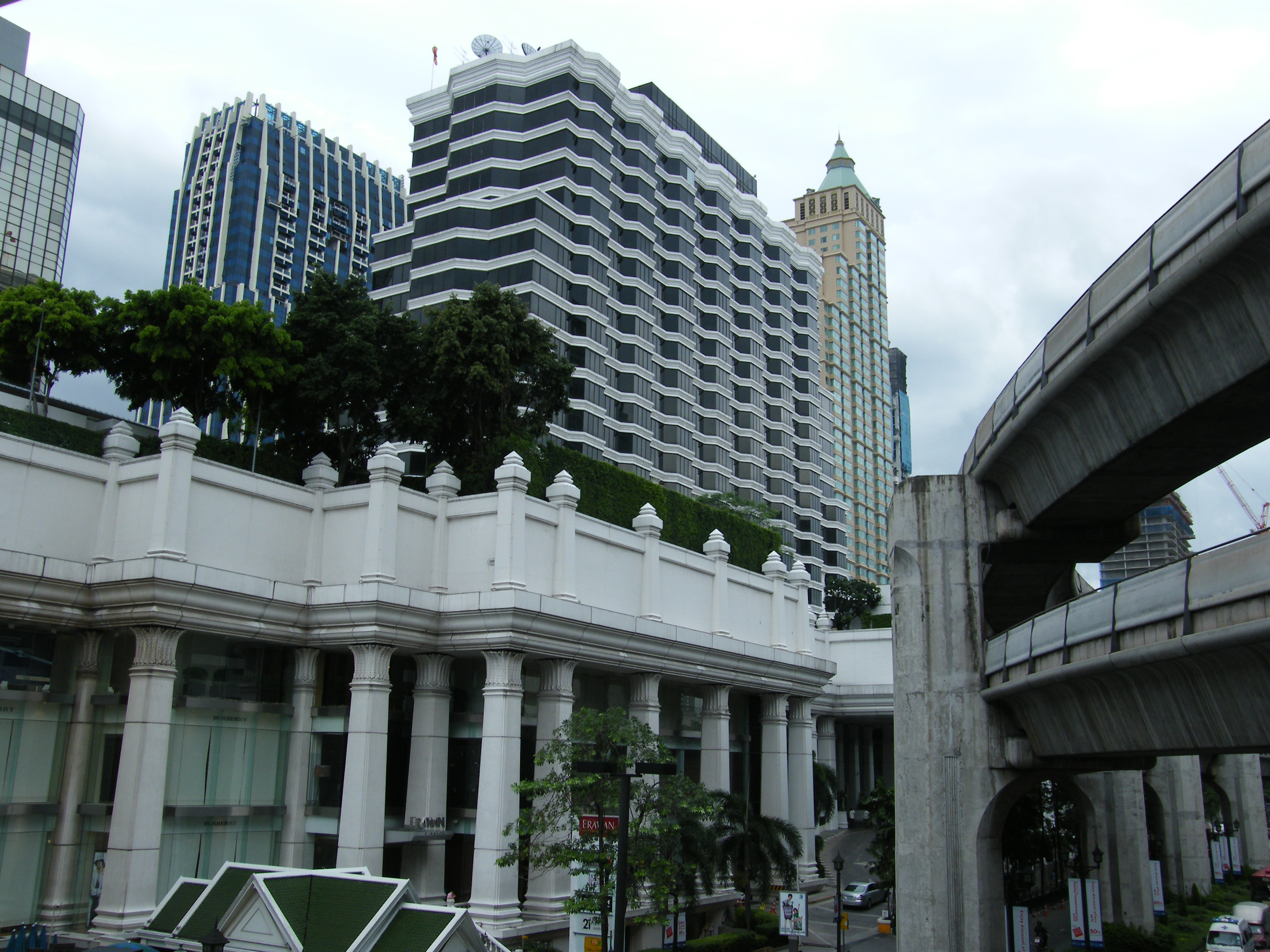
Grand Hyatt Hotel

- Grand Hyatt Erawan Bangkok, wurde auf dem Gelände des altehrwürdigen Erawan-Hotels errichtet
- Holiday Inn Bangkok
- Intercontinental Bangkok, ist über eine überdachte Fußgängerbrücke mit dem Gaysorn Plaza verbunden
- Four Seasons Hotel, früher: The Regent Bangkok, an der BTS-Station Ratchadamri

## Verkehr
- BTS Skytrain:
  - BTS-Station Chit Lom der Sukhumvit-Linie, mittels überdachter Fußgängerbrücken verbunden mit: Central Chidlom, Maneeya Center, Grand Hyatt Erawan, Gaysorn und dem Central World. Über die Fußgängerbrücke ist auch die naheliegende BTS-Station Silom am Siam Square zu erreichen.
  - BTS-Station Ratchadamri der Silom-Linie, in der Nähe des Luxushotels Four Seasons Bangkok und des Royal Bangkok Sports Club.
- Die Anlegestelle Pratu Nam der Schnellboote auf dem Khlong Saen Saep liegt nur einige Minuten Fußweg entfernt.
- BMTA-Stadtbusse, mehr als 20 Buslinien der BMTA (Bangkok Mass Transit Authority) sind hier erreichbar.